# Altoona (Pensilvania)
Altoona es una ciudad situada en el condado de Blair, Pensilvania, Estados Unidos. Tiene una población estimada, a mediados de 2022, de 43 071 habitantes.

## Geografía
La ciudad está ubicada en las coordenadas 40°30′29″N 78°24′04″O / 40.50806, -78.40111 (40.508052, -78.401114).

## Demografía
Según la estimación 2018-2022 de la Oficina del Censo, los ingresos medios de los hogares de la localidad son de $50,435 y los ingresos medios de las familias son de $67,910. Los ingresos per cápita en los últimos doce meses, medidos en dólares de 2022, son de $29,320. Alrededor del 19.3% de la población está por debajo de la línea de pobreza.